# Guillaume Canet
Pour les articles homonymes, voir Canet.
Guillaume Canet, né le 10 avril 1973 à Boulogne-Billancourt, est un acteur, réalisateur, scénariste et producteur français.
Il commence sa carrière au théâtre, à la télévision, avant d'aborder son domaine de prédilection, le cinéma. Son premier film à succès, La Plage (2000), le fait connaître face à Leonardo DiCaprio. Dans les années 2000, il se fait également remarquer pour Jeux d'enfants (2003) ou Joyeux Noël (2005). Il poursuit en parallèle une carrière de réalisateur : dès 1996, il se tourne vers l'écriture et la réalisation de courts métrages puis passe au long métrage avec Mon idole en 2002, avant de connaître la consécration en 2006 avec Ne le dis à personne pour lequel il remporte notamment le César du meilleur réalisateur.
Guillaume Canet est également connu pour sa passion des chevaux. Jeune cavalier prometteur, il arrête la discipline, pendant plusieurs années, à la suite d'une mauvaise chute, avant de reprendre les concours de sauts d'obstacles lors du tournage de Jappeloup, film biographique sur un grand cheval de compétition.

## Biographie

### Enfance et carrière de cavalier

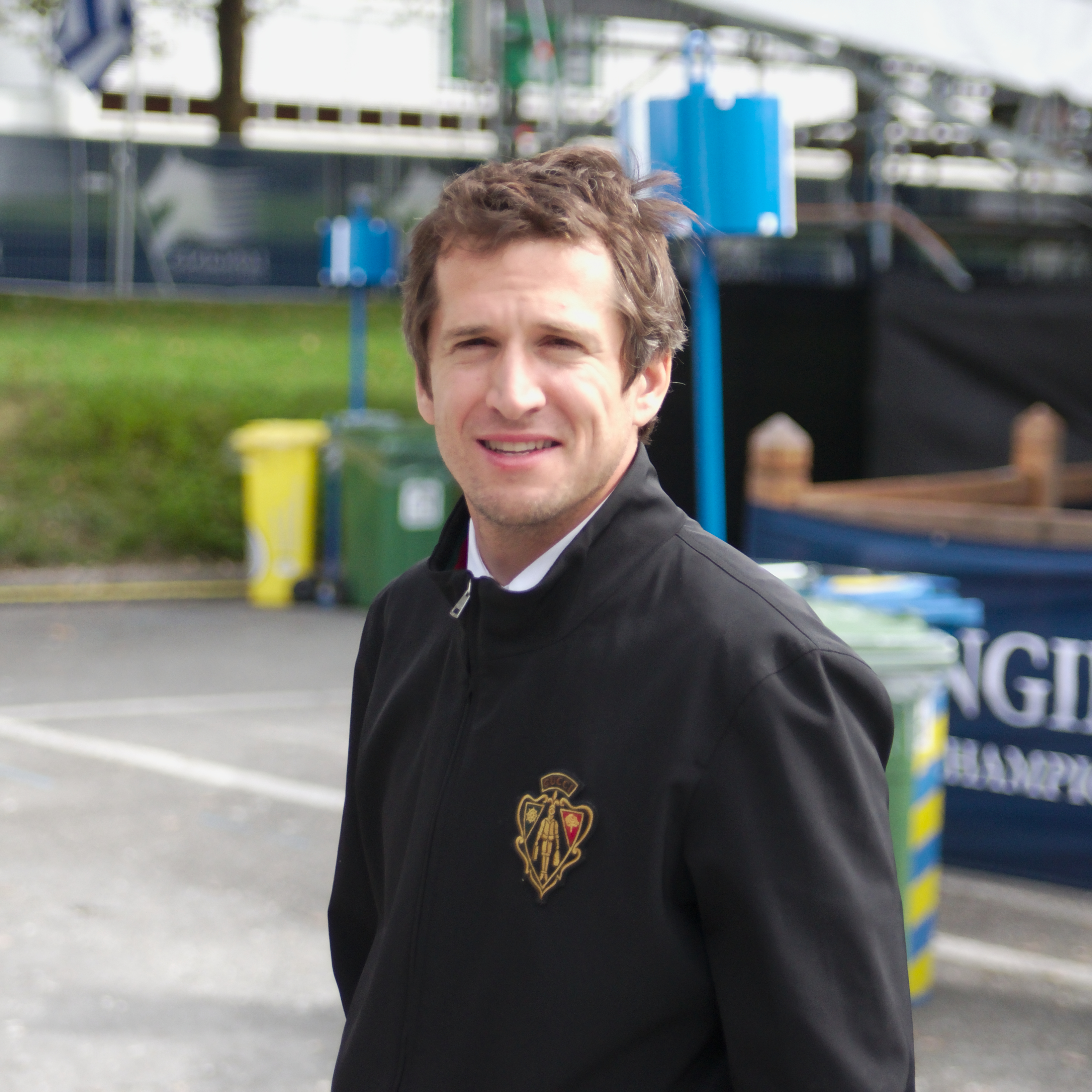
Guillaume Canet en septembre 2013 lors du concours d'équitation Longines Global Champions à Lausanne.

Guillaume Canet est né le 10 avril 1973 à Boulogne-Billancourt, près de Paris, d'un père issu d'une vieille famille nivernaise et parisienne, Philippe Canet, et d'une mère oranaise pied-noir, Marie-Antoinette Cano. Comme ses parents sont éleveurs de chevaux et possèdent un haras dans la région de Rambouillet, il rêve de devenir cavalier de saut d'obstacles, mais interrompt cette carrière professionnelle à cause d'une chute à l'âge de dix-huit ans : lors d'un concours, alors qu'il aborde un obstacle en ayant prévu plusieurs foulées, le cheval est parti une foulée trop tôt devant l'obstacle (oxer) ; le cheval et son cavalier sont tous deux tombés, et le cheval s'est relevé sur le jeune Canet.
Après le tournage du film Jappeloup, il reprend goût à l'équitation et à la compétition de saut d'obstacles. Il participe notamment aux épreuves Gucci Masters du salon du cheval de Paris mais aussi à de nombreux CSI (Concours de Sauts Internationaux) à Cannes, au Mans, à Fontainebleau, à Chantilly et même à Oliva en Espagne. Guillaume reprend sans transition à un haut niveau avec ses montures Pomme du Valon (selle français), Babèche et Sweet Boy d'Alpa. Entre 2012 et 2017, il a participé à 623 épreuves de saut d'obstacle, en gagnant 33 et a rapporté plus de 66 500 € en gains. Parmi ses meilleurs résultats : des victoires au Jumping international de France, au Jumping de Chantilly ou encore au Paris Eiffel Jumping. Il participe à des épreuves professionnelles de saut d'obstacles en compétition, régulièrement cotées à 1,50 m. Canet a été nommé ambassadeur pour le Jumping International du Château de Versailles de mai 2017.

### Débuts d'acteur (années 1990)

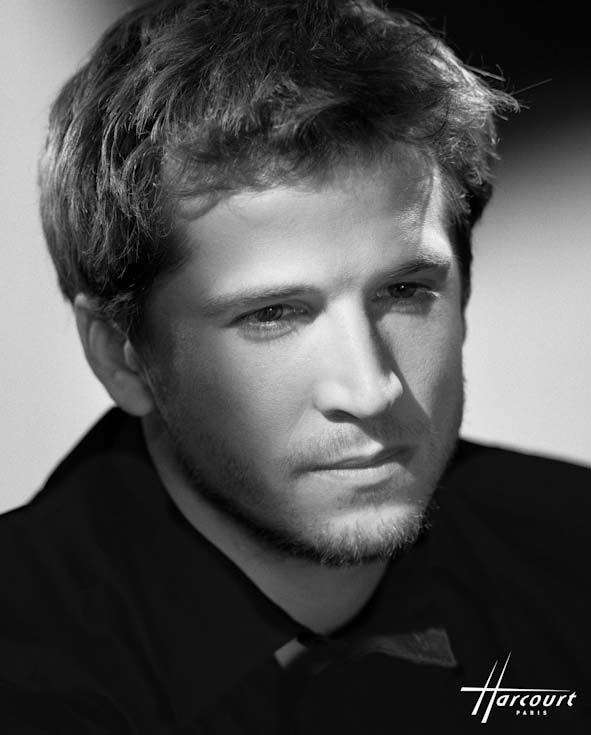
Guillaume Canet photographié par le studio Harcourt en 2004.

Passionné par la comédie et l'art dramatique, Guillaume Canet s'inscrit au Cours Florent, puis se fait remarquer au théâtre. Il joue ainsi dans la pièce La Ville dont le prince est un enfant d'Henry de Montherlant aux côtés de Christophe Malavoy.
Après quelques publicités pour la télévision et des téléfilms ainsi que des séries télévisées, comme dans la sitcom Premiers baisers où il incarne pendant une dizaine de secondes le rôle de Guillaume, il fait sa première apparition au cinéma, en 1995, dans le court métrage Le Fils unique de Philippe Landoulsi.
Deux ans après, il joue aux côtés de l'acteur Jean Rochefort dans le thriller Barracuda de Philippe Haïm, ce qui lui vaut le prix d'interprétation du Festival international des jeunes réalisateurs de Saint-Jean-de-Luz en 1999. La même année, il est nommé pour le César du meilleur espoir masculin pour En plein cœur (1998) de Pierre Jolivet. Guillaume Canet enchaîne avec le tournage de la comédie Je règle mon pas sur le pas de mon père de Rémi Waterhouse, dans laquelle il joue le rôle du fils de Jean Yanne, avant de partir à l'étranger avec Virginie Ledoyen pour donner la réplique à Leonardo DiCaprio dans La Plage de Danny Boyle.
Le réalisateur Andrzej Żuławski choisit ensuite Guillaume Canet pour interpréter un reporter écorché vif dans La Fidélité (2000) avec Sophie Marceau. Puis il joue dans The Day the Ponies Come Back de Jerry Schatzberg, dans Les Morsures de l'aube d'Antoine de Caunes l'année suivante, le thriller fantastique Vidocq de Pitof et le drame historique Le Frère du guerrier de Pierre Jolivet.
Guillaume Canet réalise parallèlement plusieurs courts métrages entre 1996 et 2000.
En 2000, il est membre du jury du 26e Festival du cinéma américain de Deauville, présidé par Neil Jordan.

### Passage avec succès à la réalisation (années 2000)

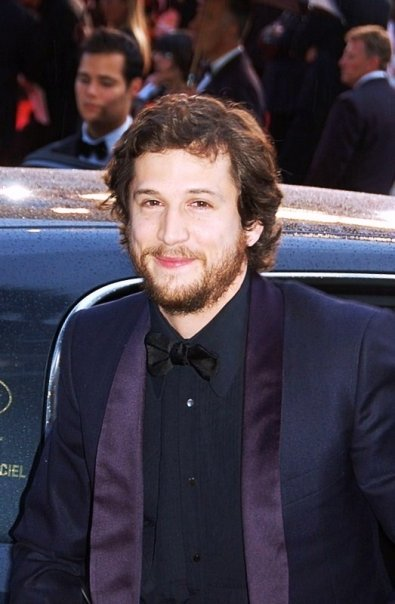
L'acteur au Festival de Cannes 2008, après la sortie de Les Liens du sang.

En 2001, l'échec commercial de Vidocq lui vaut une période d'inactivité, qu'il met à profit pour écrire le scénario de Mon idole, qui devient son premier long métrage en tant que réalisateur. Ce film, dans lequel il offre son premier rôle au cinéma à sa femme, l'ancien mannequin allemand Diane Kruger, et dont il est également le producteur associé, attire en 2002 plus de 500 000 spectateurs dans les salles françaises.
Dès 2003, il reprend son métier d'acteur pour le film romantico-dramatique Jeux d'enfants de Yann Samuell avec Marion Cotillard, la comédie Narco de Gilles Lellouche et Tristan Aurouet, le drame Joyeux Noël de Christian Carion, L'Enfer de Danis Tanovic, Un ticket pour l'espace d'Éric Lartigau, etc.
En 2004, il est membre du jury du 4e Festival international du film de Marrakech, présidé par Alan Parker.
Il tourne en 2006 son second long métrage, le thriller Ne le dis à personne avec François Cluzet (qui obtient un César pour son rôle) et Marie-Josée Croze, une adaptation du roman du même titre de Harlan Coben traduit en vingt-sept langues et vendu à plus de six millions d'exemplaires dans le monde. Ce film connaît un succès international et lui vaut en 2007 le César du meilleur réalisateur (il est depuis le plus jeune réalisateur « césarisé » de l'histoire du prix) et le prix Jacques-Deray.
En septembre 2006, il est pour la deuxième fois invité à prendre part au jury de la compétition officielle du 32e festival du cinéma américain de Deauville, présidé par Nicole Garcia.
Après le thriller Ne le dis à personne, Guillaume Canet, réalise et scénarise Les Petits Mouchoirs, sorti le 20 octobre 2010. Les Petits Mouchoirs raconte l'histoire d'une bande d'amis qui vont partir en vacances bien que l'un des leurs soit entre la vie et la mort à la suite d'un accident. Le film inclut une distribution avantageuse avec François Cluzet, Marion Cotillard, Benoit Magimel, Gilles Lellouche et Jean Dujardin. C'est un grand succès commercial : pratiquement 5,5 millions de spectateurs dans les salles, deuxième meilleure performance de l'année 2010 en France (derrière les 6 millions de la première partie de Harry Potter et les Reliques de la Mort). Un triomphe, malgré une critique très divisée sur le long métrage.

### Confirmation en tant qu'acteur (2011-2013)

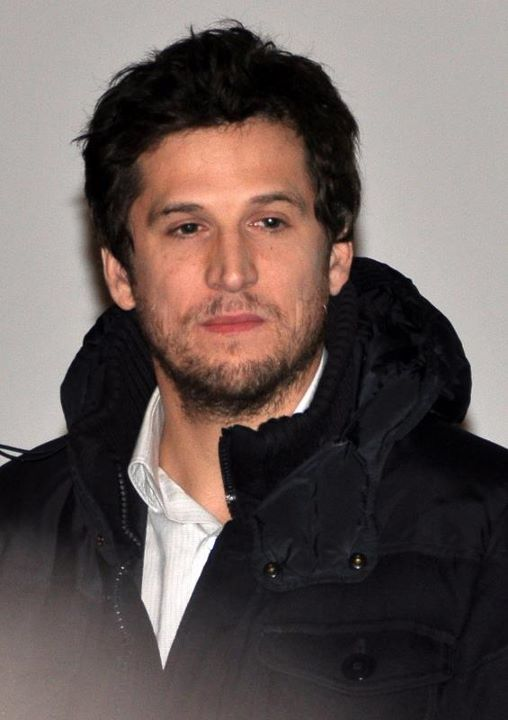
L'acteur à l'avant-première du film Une vie meilleure en 2012.

En 2011, après La Nouvelle Guerre des boutons de Thomas Langmann aux côtés de Laetitia Casta et Kad Merad, il tourne avec Leïla Bekhti dans le drame social Une vie meilleure de Cédric Kahn, qui sort en janvier de l'année suivante, pour lequel il obtient un prix d'interprétation masculine au Festival international du film de Rome en octobre 2011.
En février 2012, il est également à l'affiche du film à sketches Les Infidèles, avec ses amis Jean Dujardin et Gilles Lellouche, et préside la 37e cérémonie des César au théâtre du Châtelet, une cérémonie qui voit le couronnement de The Artist de Michel Hazanavicius.
Il revient alors à sa première passion de cavalier en interprétant Pierre Durand, champion olympique de saut d'obstacles, dans Jappeloup de Christian Duguay, sortit 13 mars 2013, aux côtés de Daniel Auteuil et de Tchéky Karyo. Canet a également réécrit le scénario. Le film a eu les faveurs de la presse, mais commercialement, c'est un semi-échec : le film ne sera pas rentable malgré le 1,7 million de spectateurs.

### Blood Tieset cycle dramatique (2013-2015)

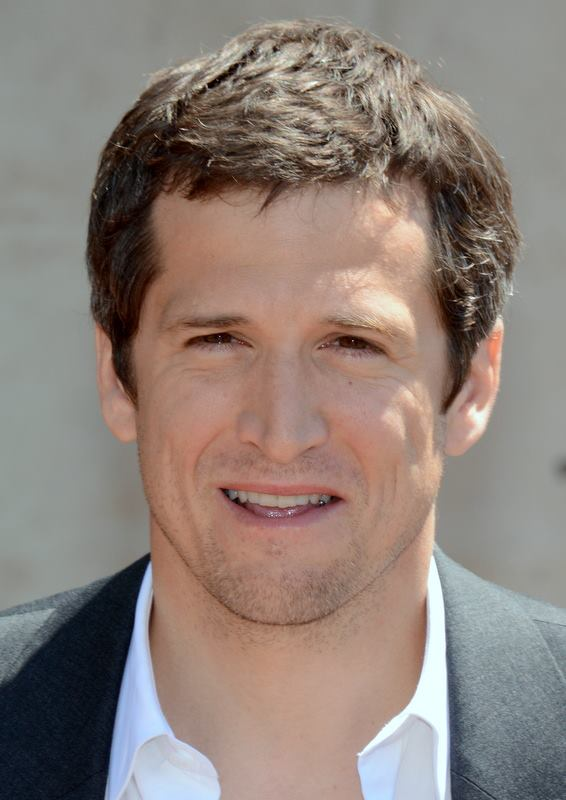
L'acteur au Festival de Cannes 2013, pour la présentation hors-compétition de Blood Ties.

En 2013, la quatrième réalisation de Canet est le remake américain d'un film français, Liens du sang, réalisé par Jacques Maillot, et dans lequel il évoluait aux côtés de François Cluzet. Il s'agit de son premier film américain en tant que réalisateur, qui a pour titre Blood Ties, avec Clive Owen, Marion Cotillard, Billy Crudup, Mila Kunis et Zoe Saldana. Blood Ties, qu'il écrit avec James Gray, se conçoit comme un hommage aux polars et séries américains des années 1970 (Le Parrain, Serpico, Kojak, etc.). Le film est sorti en France le 30 octobre 2013, en mars 2014 aux États-Unis. Il a été présenté hors compétition au Festival de Cannes 2013. La fréquentation est faible (moins de 250 000 spectateurs en France) et l'accueil critique médiocre : on cite le plus souvent un polar dépassé, voire ringard. L'acteur confie en 2017 que cet échec financier et personnel l'a conduit à un burn out. Des années plus tard, il déclare en interview qu'il n’a pas supporté les conditions de travail sur un tournage américain, et qu’il ne veut pas revivre l’expérience.
Il conclut cette année en étant dans la distribution du film En solitaire, drame social sur le Vendée Globe, avec François Cluzet et Virginie Efira comme acteurs principaux, sorti le 6 novembre 2013.
L'année d'après, il évolue dans un film de commande : L'Homme qu'on aimait trop, d'André Téchiné, présenté hors compétition au Festival de Cannes 2014, un drame d'après l'affaire Agnès Le Roux, où il a pour partenaire Catherine Deneuve. Il pousse plus loin cette incursion dans le polar en incarnant ensuite un tueur en série dans La prochaine fois je viserai le cœur, un thriller psychologique de Cédric Anger qui est sélectionné en compétition au festival du film francophone d'Angoulême. Basé sur l'affaire Alain Lamare, le long métrage sort le 12 novembre 2014.
En 2015, l'acteur est discret. Seul sort, le 16 septembre, The Program, un biopic britannique réalisé par Stephen Frears sur Lance Armstrong, où il tient un rôle secondaire : celui de Michele Ferrari, le médecin ayant donné au cycliste des produits dopants.
Canet dit alors disposer de deux scénarios sur lesquels travailler (un en tant qu'acteur, l'autre en tant que réalisateur).

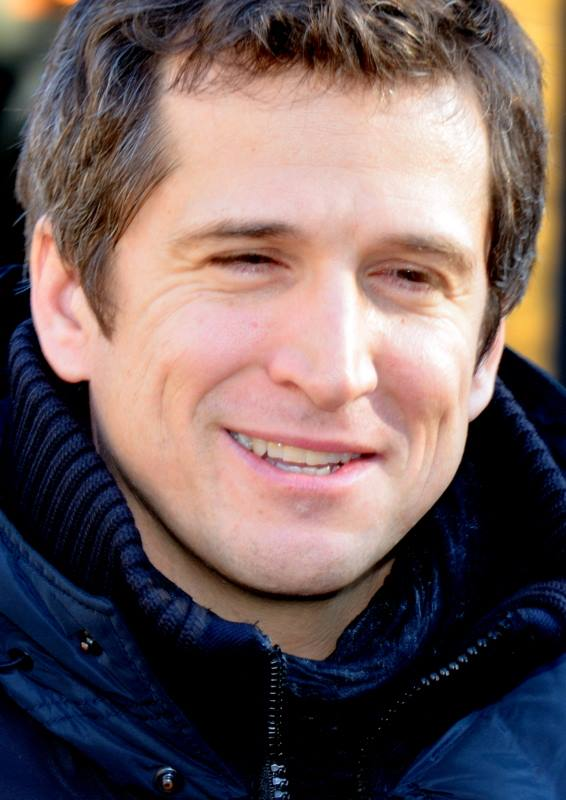
L'acteur au déjeuner des nommés des Césars 2015, pour La prochaine fois je viserai le cœur.

### Retour vers la comédie (depuis 2016)
L'année 2016 est marquée par la sortie de plusieurs films, qui lui permettent de renouer avec des univers plus positifs et lumineux : d'abord un projet original dont il partage l'affiche avec la star montante Charlotte Le Bon - la comédie Le Secret des banquises, premier film de Marie Madinier, centré sur le professeur Quignard et son équipe qui étudient la PPM, une protéine extraite du manchot royal aux vertus immunisantes. Ils sont talonnés dans leurs recherches par une équipe américaine qui, contrairement à eux, a obtenu l’autorisation de faire des tests cliniques sur des sujets humains.
En octobre, il est à l'affiche de Cézanne et moi, réalisé par Danièle Thompson, où l'acteur incarne l'écrivain Émile Zola face à Guillaume Gallienne dans le rôle de Paul Cézanne, pour une plongée dans leur amitié, dans une France du XIXe siècle. Les critiques sont très mauvaises, et le box-office ne dépasse pas les 500 000 entrées. Le même mois sort confidentiellement sur Netflix le drame historique The Siege of Jadotville, dans lequel l'acteur anglais Jamie Dornan joue l'Irlandais Pat Quinlan, commandant qui dirige un stand-off avec ses troupes contre les mercenaires français et belges au Congo dans le début des années 1960. Canet quant à lui interprète son ennemi, le Français Falquez. Le film a été tourné au printemps 2015, en Afrique du Sud.
En février 2017, il dévoile son cinquième long métrage, la satire autobiographique Rock’n’Roll, avec lui-même et sa compagne Marion Cotillard dans les rôles principaux, secondés par une poignée de stars, dont la mannequin Camille Rowe-Pourcheresse.
En février 2017, il démarre le tournage du film Le Grand Bain réalisé par Gilles Lellouche.
Il met ensuite en scène la suite des Petits Mouchoirs, Nous finirons ensemble, sortie en mai 2019.
Le 25 septembre 2019, il sort Au nom de la terre, le film d'Édouard Bergeon, fils et petit-fils d’agriculteurs, qu'il produit et où il joue le rôle principal, celui d'un agriculteur que les dettes poussent au suicide. Le film reçoit un excellent accueil et dépasse le million d’entrées après trois semaines en salles, surtout dans le monde rural (moins dans les zones urbaines).
En octobre 2019, il annonce qu'il sera à la réalisation du prochain volet des aventures d'Astérix et Obélix sur grand écran, dont il tiendra aussi le rôle principal (Astérix). Il a le projet de rajeunir la distribution et de pousser davantage les effets spéciaux.
Le tournage est interrompu en 2020, par le confinement provoqué dû à la pandémie de Covid-19 ; la sortie d'Astérix et Obélix : L'Empire du Milieu, prévue courant 2022, est repoussée au 1er février 2023. À sa sortie, le film reçoit des critiques négatives et rencontre un échec commercial en France (mais pas à l’international, sur Netflix).
Pendant l'arrêt du tournage d'Astérix, Canet tourne Lui, où il joue le rôle principal d'un musicien en panne d'inspiration ; le film sort en octobre 2021.
En juin 2023, il est nommé Président du jury du Festival du cinéma américain de Deauville 2023.
En mars 2024, il annonce se désolidariser du film Belle de Benoît Jacquot, dans lequel il joue, souhaitant ne pas assurer la promotion dans le contexte des accusations portées contre le réalisateur.

## Vie privée

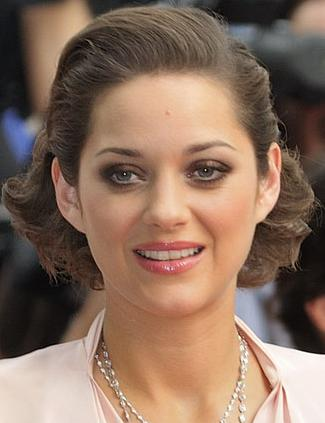
L’actrice Marion Cotillard, compagne de Guillaume Canet de 2007 à 2025.

En 1999, Guillaume Canet rencontre l'actrice allemande Diane Kruger ; ils se marient en septembre 2001 et divorcent en janvier 2006.
À partir d'octobre 2007, il devient le compagnon de l'actrice Marion Cotillard, une relation très suivie par les médias et estimée être l'équivalent français du couple hollywoodien « Brad Pitt et Angelina Jolie ». Amis depuis 1997, ils tournent ensemble pour la toute première fois en 2002, dans la comédie romantique Jeux d'enfants, avant de multiplier les collaborations dans les années 2010 : ils se retrouvent en 2009 dans l'épopée Le Dernier Vol et en 2015 pour doubler Les Minions, et elle joue sous la direction de Canet dans les films Les Petits Mouchoirs (2010), Blood Ties (2013), Rock'n Roll (2017), Nous finirons ensemble (2019) et Astérix et Obélix : L'Empire du Milieu (2023).
Malgré les rumeurs, l'actrice dément en 2014 leur mariage. Le couple reste très discret, n'apparaissant en public qu'en de rares occasions.
Elle donne naissance à deux enfants : un garçon prénommé Marcel le 19 mai 2011, et une fille prénommée Louise, le 10 mars 2017. En septembre 2016, notamment pour faire taire les rumeurs, selon lesquelles Marion Cotillard serait impliquée dans la séparation très médiatisée des acteurs américains Brad Pitt et Angelina Jolie, elle rend publique sa seconde grossesse.
Tout comme Cotillard, Canet se dit activiste environnemental. Ils s'impliquent ensemble dans plusieurs causes écologiques, en tournant par exemple des clips sur le changement climatique. Guillaume Canet décrit son rôle dans le film Au nom de la terre comme un choix militant, et se rapproche à cette occasion de l’association Solidarité paysans, qui contribue à assister juridiquement, psychologiquement et administrativement les sinistrés de cette profession. À la sortie du film, il déclare : « Je ne veux pas que nos enfants héritent d’un monde dirigé par l’argent, d’un système qui consiste à piller et détruire ce qui nous fait vivre. Si l’on n’agit pas maintenant, il n’y aura plus de paysans dans vingt ans. »
En 2023, il se dévoile sur son addiction au cannabis ayant aggravé son trouble obsessionnel compulsif.
Le 27 juin 2025, Guillaume Canet et Marion Cotillard annoncent leur séparation.

## Filmographie
Sauf indication contraire, les informations mentionnées dans cette section peuvent être confirmées par la base de données cinématographiques IMDb,  présente dans la section « Liens externes ».

### En tant qu’acteur

#### Longs métrages

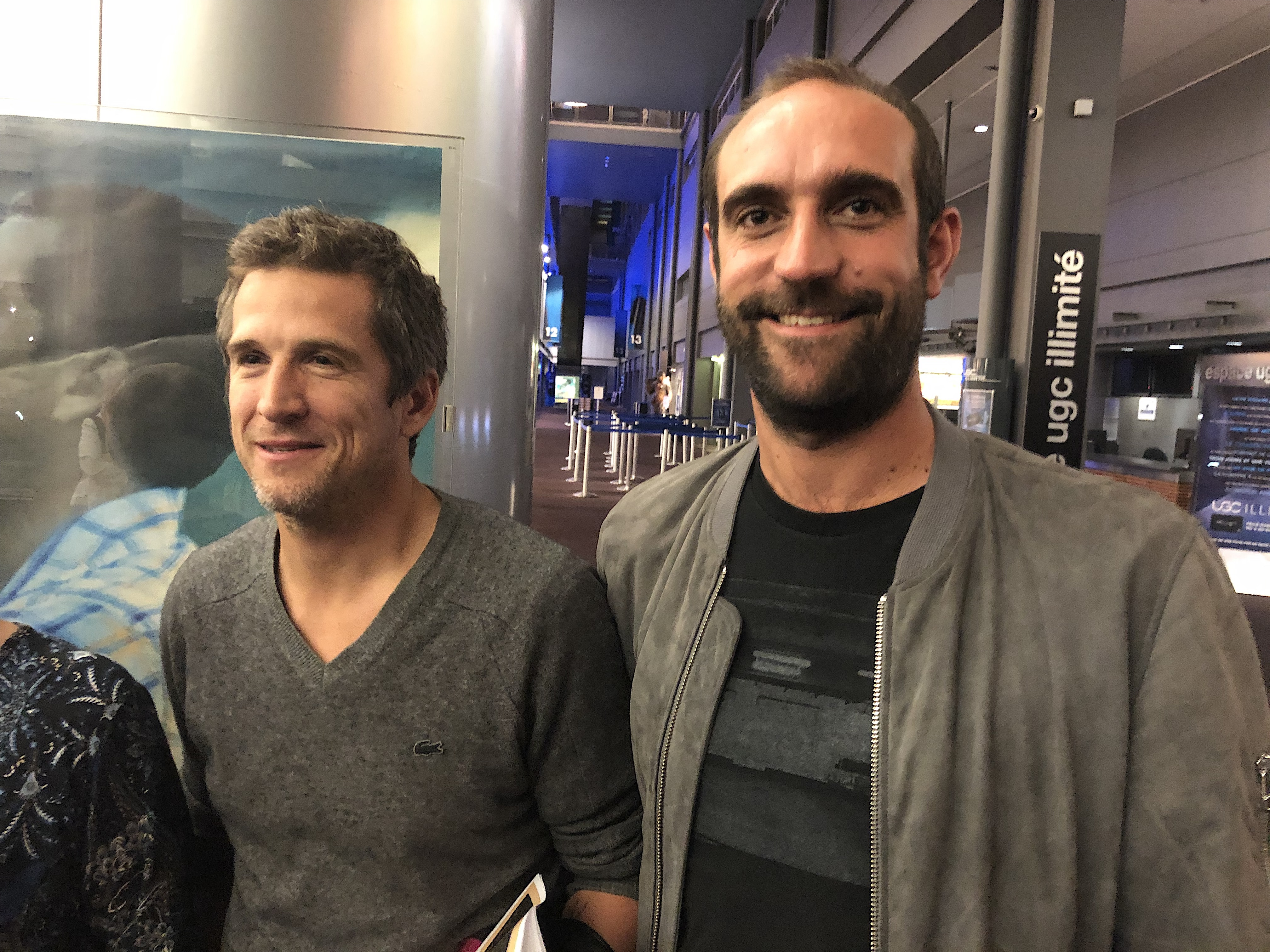
Guillaume Canet et Édouard Bergeon à Strasbourg pour l'avant-première d'Au nom de la terre.

- 1994 : La Colline aux mille enfants de Jean-Louis Lorenzi : Frédéric
- 1997 : Barracuda de Philippe Haïm : Luc
- 1998 : Sentimental Education de C.S. Leigh : Guy
- 1998 : Ceux qui m'aiment prendront le train de Patrice Chéreau : l'auto-stoppeur
- 1998 : En plein cœur de Pierre Jolivet : Vincent Mazet
- 1999 : Je règle mon pas sur le pas de mon père de Rémi Waterhouse : Sauveur
- 2000 : La Plage (The Beach) de Danny Boyle : Étienne[36]
- 2000 : La Fidélité d'Andrzej Żuławski : Némo
- 2000 : The Day the Ponies Come Back de Jerry Schatzberg : Daniel Moulin
- 2001 : Les Morsures de l'aube d'Antoine de Caunes : Antoine
- 2001 : Vidocq de Pitof : Étienne Boisset
- 2002 : Le Frère du guerrier de Pierre Jolivet : Arnaud
- 2002 : Mille millièmes, fantaisie immobilière de Rémi Waterhouse : Josselin
- 2002 : Mon idole de lui-même : Bastien
- 2003 : Jeux d'enfants de Yann Samuell : Julien Janvier
- 2003 : Les Clefs de bagnole de Laurent Baffie : un acteur
- 2004 : Narco de Tristan Aurouet et Gilles Lellouche : Gus
- 2005 : Joyeux Noël de Christian Carion : lieutenant Audebert
- 2005 : L'Enfer de Danis Tanović : Sébastien
- 2006 : Un ticket pour l'espace d'Éric Lartigau : Yonis / Bernard Guérin
- 2006 : Ne le dis à personne de lui-même : Philippe Neuville
- 2007 : Ensemble, c'est tout de Claude Berri : Franck Lestafier
- 2007 : Darling de Christine Carrière : Joël Epine dit Roméo
- 2007 : La Clef de Guillaume Nicloux : Éric Vincent
- 2008 : Les Liens du sang de Jacques Maillot : François
- 2009 : Espion(s) de Nicolas Saada : Vincent
- 2009 : L'Affaire Farewell de Christian Carion : Pierre Froment
- 2009 : Le Dernier Vol de Karim Dridi : lieutenant Antoine Chauvet
- 2010 : Last Night de Massy Tadjedin : Alex Mann
- 2011 : La Nouvelle Guerre des boutons de Christophe Barratier : Paul, l'instituteur
- 2012 : Les Infidèles, film à sketches d'Emmanuelle Bercot, Fred Cavayé, Alexandre Courtès, Jean Dujardin, Michel Hazanavicius, Éric Lartigau et Gilles Lellouche : Thibault
- 2012 : Une vie meilleure de Cédric Kahn : Yann
- 2013 : Jappeloup de Christian Duguay : Pierre Durand
- 2013 : En solitaire de Christophe Offenstein : Frank Drevil
- 2014 : L'Homme qu'on aimait trop d'André Téchiné : Maurice Agnelet
- 2014 : La prochaine fois je viserai le cœur de Cédric Anger : Franck Neuhart
- 2015 : The Program de Stephen Frears : Michele Ferrari
- 2016 : Jadotville (The Siege of Jadotville) de Richie Smyth : René Faulques
- 2016 : Le Secret des banquises de Marie Madinier : Quignard
- 2016 : Cézanne et moi de Danièle Thompson : Émile Zola
- 2017 : Rock'n'Roll de lui-même : lui-même
- 2017 : Mon garçon de Christian Carion : Julien Perrin
- 2018 : Le Grand Bain de Gilles Lellouche : Laurent
- 2018 : L'amour est une fête de Cédric Anger : Franck / Martin
- 2019 : Doubles Vies d'Olivier Assayas : Alain
- 2019 : La Belle Époque de Nicolas Bedos : Antoine
- 2019 : Au nom de la terre d'Édouard Bergeon : Pierre
- 2021 : Lui de lui-même : lui
- 2023 : Astérix et Obélix : L'Empire du Milieu de lui-même : Astérix
- 2023 : Acide de Just Philippot : Michal
- 2023 : Un coup de dés d'Yvan Attal : Vincent
- 2023 : Nouveaux Riches de Julien Royal : Éric
- 2024 : Hors-saison de Stéphane Brizé : Matthieu
- 2024 : Le Déluge de Gianluca Jodice : Louis XVI
- 2025 : Ad vitam de Rodolphe Lauga : Franck Lazareff
- prochainement Date sujette à modification : Belle de Benoît Jacquot : Pierre

#### Courts métrages
- 1995 : Le Fils unique de Philippe Landoulsi
- 1998 : Passeports de Jean-Christophe Pagnac et Éric de Montalier : le SDF
- 1999 : Trait d'union de Bruno Garcia
- 2000 : J'peux pas dormir... de lui-même : un copain
- 2008 : La Clef du problème de Guillaume Cotillard : Pierre
- 2008 : Voyage d'affaires de Sean Ellis : Jean-Paul Clément
- 2011 : Voisin voisin de Geoffroy Degouy et Timothée Augendre : l'indigène

#### Téléfilms
- 1994 : La Colline aux mille enfants de Jean-Louis Lorenzi : Frédéric
- 1994 : Jeanne de Robert Mazoyer : Mathieu
- 1995 : Ils n'ont pas 20 ans de Charlotte Brändström : Michel
- 1996 : 17 ans et des poussières de Joël Santoni : Jules
- 1996 : Le Voyage de Pénélope de Patrick Volson : Maxime
- 1996 : Je m'appelle Régine de Pierre Aknine : Antoine
- 1996 : Le Cheval de cœur de Charlotte Brändström : Michel
- 1997 : Pardaillan d'Édouard Niermans : Jean
- 1999 : Le Porteur de destins de Denis Malleval : Lucien Guilhoux
- 2004 : Électrochoc[37] de Gérard Marx : Manu

#### Séries télévisées
- 1993 : Premiers Baisers : Guillaume (saison 1, épisode 151 : De nouvelles habitudes)
- 1995 : Le juge est une femme : Julien (saison 2, épisode 1 : Le Secret de Marion)
- 1997 : La Vocation d'Adrienne : Ferdinand (saison 1, épisode 1)
- 2011-2013 : Platane : lui-même (4 épisodes)
- 2013 : Le Débarquement : plusieurs personnages (saison 1, épisode 1)
- 2017 : Scènes de ménages : son propre rôle (épisode spécial Saint-Valentin)

#### Doublage
- 2001 : Alone in the Dark: The New Nightmare : Edward Carnby[38]
- 2006 :  Cars : Flash McQueen
- 2008 : La Famille Suricate : le narrateur
- 2011 : Cars 2 : Flash McQueen
- 2015 : Les Minions : Herb Overkill
- 2015 : Le Petit Prince : M. Prince
- 2017 : Cars 3 : Flash McQueen
- 2023 : Nina et le Secret du hérisson : Vincent (création de voix)

### En tant que réalisateur

#### Longs métrages
- 2002 : Mon idole
- 2006 : Ne le dis à personne
- 2010 : Les Petits Mouchoirs
- 2013 : Blood Ties
- 2017 : Rock’n’Roll
- 2019 : Nous finirons ensemble
- 2021 : Lui
- 2023 : Astérix et Obélix : L'Empire du Milieu
- 2026 : Karma

#### Courts métrages
- 1996 : Sans Regret
- 1998 : Je taim
- 1999 : J'peux pas dormir
- 2000 : Scénarios sur la drogue - segment Avalanche
- 2013 : Ivresse

### En tant que scénariste

#### Longs métrages
- 2002 : Mon idole de lui-même
- 2006 : Ne le dis à personne de lui-même
- 2010 : Les Petits Mouchoirs de lui-même
- 2013 : Jappeloup de Christian Duguay
- 2013 : Blood Ties de lui-même
- 2016 : Rock’n’Roll de lui-même
- 2019 : Nous finirons ensemble de lui-même
- 2021 : Lui de lui-même
- 2023 : Astérix et Obélix : L'Empire du Milieu de lui-même
- 2025 : Ad Vitam de Rodolphe Lauga
- 2026 : Karma de lui-même

#### Courts métrages
- 1998 : Je taim
- 1999 : J'peux pas dormir

### En tant que producteur
- 2002 : Mon idole (producteur associé)
- 2006 : Ne le dis à personne (coproducteur)
- 2010 : Les Petits Mouchoirs (coproducteur)
- 2013 : Jappeloup de Christian Duguay (coproducteur)
- 2013 : Blood Ties (producteur)
- 2014 : L'Homme qu'on aimait trop d'André Téchiné (coproducteur)
- 2016 : Rock’n’Roll (coproducteur)
- 2025 : Ad Vitam de Rodolphe Lauga

## Box-office
Cette liste présente le box-office uniquement des films réalisés par Guillaume Canet.
| Film                                          | France            | Mondial      |
| --------------------------------------------- | ----------------- | ------------ |
| Mon idole (2002)                              | 565 151 entrées   | 2 789 920 $  |
| Ne le dis à personne (2006)                   | 3 111 809 entrées | 32 035 189 $ |
| Les Petits Mouchoirs (2010)                   | 5 457 251 entrées | 50 162 387 $ |
| Blood Ties (2013)                             | 238 823 entrées   | 13 672 884 $ |
| Rock'n Roll (2017)                            | 1 300 270 entrées | 9 390 022 $  |
| Nous finirons ensemble (2019)                 | 2 800 004 entrées | 23 254 774 $ |
| Lui (2021)                                    | 187 665 entrées   | 685 976 $    |
| Astérix et Obélix : L’Empire du Milieu (2023) | 4 622 711 entrées | 46 499 992 $ |

## Investissement musical
Guillaume Canet a réalisé des clips vidéos pour ses amis musiciens, à l'instar de Sunday with a flu (2009) interprété par Yodelice et Amssétou (2010) interprété par Matthieu Chedid. Il compose occasionnellement des titres lui-même, comme un morceau de guitare sur la chanson Nos futurs du 3e album de Jenifer, Lunatique ou To be true, qu'il interprète et fait figurer dans la bande-son de son film Les Petits mouchoirs. Il a également composé, écrit et interprété les chansons intitulées Mrs Hyde et The Fool from Liverpool pour le documentaire Mon clown réalisé par Bastien Duval en 2007, qui suivait Marion Cotillard sur la promotion de son film La Môme.

## Théâtre
- Le monde entier m'attend, mise en scène Marc Quentin[Quand ?]
- Si l'on contait Daudet, mise en scène Évelyne Charnay[Quand ?]
- 1993 : La Ville dont le prince est un enfant d'Henry de Montherlant, mise en scène Pierre Boutron, théâtre Hébertot
- 1995 : Grande École de Jean-Marie Besset, mise en scène Patrice Kerbrat, théâtre 14 Jean-Marie Serreau
- 1997 : Les Enfants du paradis de Jacques Prévert, mise en scène Marcel Maréchal, théâtre du Rond-Point

## Distinctions

### Décoration
- 2009 :  Chevalier de l'ordre des Arts et des Lettres[41]

### Récompenses
- Festival du film de Cabourg 1999 : Prix du meilleur nouvel acteur pour Je règle mon pas sur le pas de mon père
- Festival international des jeunes réalisateurs de Saint-Jean-de-Luz 1999 : Prix d'interprétation pour Barracuda
- Prix Jean-Gabin 2000
- Festival du film de Cabourg 2007 : Swann d'Or du meilleur acteur pour Ensemble c'est tout
- Prix Jacques Deray 2007 pour Ne le dis à personne
- Globe de cristal 2007 : meilleur réalisateur pour Ne le dis à personne
- César 2007 : César du meilleur réalisateur pour Ne le dis à personne
- Lumières 2007 : Lumière du meilleur film pour Ne le dis à personne
- NRJ Ciné Awards 2007 : meilleur acteur français de l'année pour Ne le dis à personne
- Festival international du film de Rome 2011 : Prix d'interprétation masculine pour Une vie meilleure

### Nominations
- César 1999 : César du meilleur espoir masculin pour En plein cœur
- César 2003 : César de la meilleure première œuvre de fiction pour Mon idole
- Prix du cinéma européen 2003 : la découverte européenne de l'année pour Mon idole
- César 2007 :
  - César de la meilleure adaptation pour Ne le dis à personne avec  Philippe Lefebvre
  - César du meilleur film pour Ne le dis à personne
- Étoiles d'or 2007 : 
  - Meilleur scénario pour Ne le dis à personne avec  Philippe Lefebvre (coscénariste)
  - Meilleur réalisateur pour Ne le dis à personne
- Prix Edgar-Allan-Poe 2009 : Meilleur scénario pour Ne le dis à personne avec Philippe Lefebvre (coscénariste) et Harlan Coben (écrivain)
- Prix du cinéma européen 2001 : meilleur film pour Les Petits Mouchoirs
- Lumières 2013 : Lumière du meilleur acteur pour Une vie meilleure
- Lumières 2014 : Lumière du meilleur acteur pour Jappeloup
- Lumières 2015 : Lumière du meilleur acteur pour La prochaine fois je viserai le cœur et pour L'Homme qu'on aimait trop
- César 2015 : César du meilleur acteur pour La prochaine fois je viserai le cœur
- Globe de cristal 2015 : Meilleur acteur pour La prochaine fois je viserai le cœur
- César 2018 : César du meilleur acteur pour Rock'n Roll